# Greifswalder Bodden
Greifswalder Bodden er en bugt i den sydlige del af  Østersøen med et areal på  514 km² den største havbugt der Nationalpark Vorpommersche Boddenlandschaft ved sydkysten af Østersøen ud for  den tyske delstat Mecklenburg-Vorpommern. 

## Geografi
Bugten er omgivet af øen  Rügen mod nord og det vorpommerske fastland mod vest og syd. Mod øst adskiller den kun 1,5 til 2,5 dybe  Boddenrandschwelle og de små øer  Ruden og Greifswalder Oie Greifswalder Bodden fra den åbne del af Østersøen. Mod sydøst ligger øen  Usedom.
I den vestlige del af  Greifswalder Boddens danner Strelasund en yderligere forbindelse til Østersøen. Den nordlige del af  bugten kaldes også Rügischer Bodden. Kystlinjen af  Greifswalder Bodden er varieret. Halvøerne  Zudar, Struck og dele af  Mönchgut rager ud i bugten og deler den i yderligere bugter,, mod nord Havingmed Selliner See og  Hagensche Wiek, mod vest Schoritzer Wiek og mod syd Dänische Wiek). Ud over de ovenfor nævnte øer mod øst, er der i bugten også  øerne Vilm, Koos, Riems og den tidligere ø, men nu blot en sandbanke,  Stubber.
Den gennemsnitlige vandybde ligger omkring 5,6 m (max. 13,5 m). Hele området er Natura 2000-område

## Eksterne kilder og henvisninger
- Wikimedia Commons har flere filer relateret til Greifswalder Bodden
- Literatur über Greifswalder Bodden in der Landesbibliographie MV
- Natura 2000 Schutzgebiete des Greifswalder Boddens

54°13′22″N 13°32′48″Ø / 54.222777777778°N 13.546666666667°Ø